# Hollyhock Island
Hollyhock Island ist eine unbewohnte Insel in der Themse, England flussaufwärts des Penton Hook Lock. Die Insel liegt in einem kleinen Flussarm zwischen dem nördlichen Ufer (Berkshire) und Holm Island, gegenüber von Staines-upon-Thames am südlichen Flussufer in Surrey.